# Missing in Action 2: The Beginning
Missing in Action 2: The Beginning is een Amerikaanse actiefilm uit 1985 onder regie van Lance Hool, met Chuck Norris in de hoofdrol. De film is een prequel op Missing in Action (1984). 
De productie van de film werd in één tijdsbestek gefilmd met de originele Missing in Action en zou oorspronkelijk de eerste film zijn, maar na afronding van de opnames werd de volgorde omgedraaid.

## Verhaal
Kolonel James Braddock en zijn compagnie zijn tijdens de Vietnamoorlog gevangengenomen en zitten in een Noord-Vietnamees gevangenkamp onder leiding van kolonel Yin. De Vietnamezen martelen de Amerikaanse krijgsgevangenen en dwingen hen opium te verbouwen voor de Franse drugsdealer François. Yin probeert Braddock ervan te overtuigen een lange lijst van oorlogsmisdaden te bekennen. Eén van de Amerikaanse gevangenen krijgt malaria, maar krijgt in plaats van antibiotica opium toegediend en overlijdt. Braddock moet nu ontsnappen en zijn medegevangenen redden van Yin.

## Rolverdeling
- Chuck Norris – Col. James Braddock
- Soon-Tek Oh – Colonel Yin
- Steven Williams – Capt. David Nester
- Bennett Ohta – Colonel Ho
- Cosie Costa – Lt. Anthony Mazilli
- Joe Michael Terry – Cpl. Lawrence Opelka
- John Wesley - MSgt. Ernest Franklin